# 日本エア・リキード
日本エア・リキード合同会社（にほんエアリキード）は、産業ガスの大手メーカー。大陽日酸、エア・ウォーターと並び、日本の3大産業ガスメーカーの1つである。1907年に日本国内で初めて酸素ガスを製造することに成功した。また、日本国内初の液化酸素工場を兵庫県尼崎市に開設した企業であり、戦前および戦後の産業の発展に大きく寄与することとなった。現在、エア・リキードグループの世界シェアは、リンデに次いで2位。2023年9月1日付人事異動でイリョン・パク （Ilyong Park）が会長兼CEOに就任。2024年9月1日付人事異動で牧原 康二が社長兼COOに就任。

## 事業内容
- 産業ガス、医療ガスの製造および販売
- 産業ガス、医療ガス関連機器の製造および販売
- 産業ガス、医療ガス関連サービス
- 大型空気分離装置などのプラントエンジニアリング事業

## 沿革
- 1902年 ‐ ジョルジュ・クロード（仏・化学者）が ポール・デローム（仏・物理学者）とともに「空気を液化」して成分の分離に成功、事業化。 これがAir Liquideという社名の由来。
- 1907年 ‐ 日本初となる空気分離装置を大阪に設置し酸素製造事業スタート（エア・リキード日本進出）
- 1928年 ‐ 溶接切断実習学校開設
- 1930年 - エア・リキード社と住友合資会社との共同出資により帝國酸素株式会社設立（本社 兵庫県神戸市）（現日本エア・リキード合同会社）
- 1934年 - 大阪酸素工業株式会社設立（本社 大阪府大阪市）
- 1943年 ‐ 帝国圧縮瓦斯株式会社に商号変更
- 1946年 ‐ 帝国酸素株式会社に商号変更
- 1953年 ‐ 日本初の液化酸素工場を開設（尼崎）
- 1954年 ‐ 液化酸素を顧客へ直接納入開始
- 1960年 ‐ 最高純度99.9999％の液化窒素製造に成功
- 1961年 ‐ 東京証券取引所第2部へ上場
- 1973年 ‐ 機器製作所を兵庫県播磨に移転し、プラントエンジニアリング事業を強化（現エア・リキードグローバルE&Cソリューションズジャパン株式会社）
- 1976年 ‐ 東京証券取引所第1部へ指定
- 1976年 ‐ Nロケット打ち上げ用液化酸素・液化窒素を納入
- 1981年 - テイサン株式会社に商号変更
- 1988年 ‐ 日本初のモノシラン製造工場を建設
- 1994年 ‐ 伊那工場開設。最新鋭の半導体材料ガス工場として操業開始
- 1998年 - 日本エア・リキード株式会社に商号変更
- 2003年 - 産業ガス・医療ガス事業を大阪酸素工業株式会社に統合し、ジャパン・エア・ガシズ株式会社が誕生。産業・医療ガスのグローバル・メジャーである、エア・リキード グループとBOCグループの日本における拠点
- 2005年 ‐ 製鉄オキシトン、日本最大級の最新鋭空気分離装置稼働
- 2007年‐「日本エア・リキード」と「ジャパン・エア・ガシズ」が統合し、新生「日本エア・リキード株式会社」が誕生
- 2009年 ‐ グループ内の関連事業を統合し、工業シリンダーガス事業に特化した「エア・リキード工業ガス」を設立
- 2010年 - 東京都江東区より現在地へ本社を移転
- 2010年 ‐ 最新鋭の空気分離工場　田原工場稼働
- 2013年 - 豊田通商株式会社との合弁会社である豊通エア・リキードハイドロジェンエナジー株式会社[4]を設立
- 2015年 ‐ 合弁会社「豊通エア・リキードハイドロジェンエナジー（株）」が燃料電池自動車向けに2カ所の商用水素ステーションを愛知県に開設
- 2016年 ‐ 佐賀県に「佐賀水素ステーション」を開設
- 2020年 - 日本エア・リキード株式会社から日本エア・リキード合同会社に組織変更[5]

## 文学との関係や歴史的背景

### 大岡昇平の小説『酸素』の舞台となる
かつての神戸本社（右下写真｜現 神戸大丸の隣）は、作家 大岡昇平の小説の舞台となっている。大岡がフランス語の翻訳係として神戸の帝国酸素（日本エア・リキードの旧社名）に入社したのは昭和13年のことである。さらに昭和30年には、小説『酸素』を新潮社より上梓する。以下は、その書き出しの一節。
一人の小男が舷側にもたれ、陸を眺めていた。海はまだ暗かった。波を消された港の水が拡がっていた。ドック、突堤、倉庫、起重機、煙突など、港の水際を形づくる設備が、さまざまの光度の燈火を、飾花のようにつけたまま、次第に輪郭を現わそうとしていた。遠く背景の六甲の山は、茜色にあけかける四月の空に影絵を描き、その襞（ひだ）の文様を明らかにするつもりらしかった。—大岡昇平『酸素』第一章（冒頭部分）
以下は、あらすじ。
神戸の〈日仏酸素株式会社〉は海軍と結びついて造船用の酸素を納入していた。その会社にひとりの青年が翻訳係として採用されたが、彼は非合法活動のために特高（特別高等警察）に追われる身だった。日ごとに緊迫の度を増す開戦前夜の暗い時代相の中に、実業家、軍人、地下活動家、女流画家などさまざまに入り乱れる多彩な人物群像、幾重にもからまり合う恋愛心理を冷徹な筆に描く長編。

### 日本エア・リキードという会社
帝国主義時代の日本において、外資系（フランス系）の企業であることをカモフラージュするためにこの社名（帝国酸素）がつけられた、といわれる。のちに、テイサンと改称。――というのも、帝国酸素は、産業ガス（工業ガスとも）の会社である。当時、この会社の「アセチレン溶接」の技術は、軍部には重宝されていた。特に神戸には、三菱重工神戸造船所、通称｜神船（しんせん）があり、そこでは軍艦や潜水艦を建造していた。日本の帝国主義が戦争に向かう中、そんな帝国酸素の技術は、必要不可欠のものであった。テイサンは、外資系ではあるが、一方で神戸の地場産業らしい企業風土も有していた。本社も、神戸市内（右下写真｜神戸市中央区磯辺通2-2-15）に置かれていた。その後、東京都港区虎ノ門一丁目の旧日本ガス協会ビルに本社が移転した。そして社名も、日本エア・リキードと改称された。さらにその後、本社が、東京都港区芝浦のグランパークタワー（Infoboxの画像参照）に移転し、現在に至る。

## 特記事項

### 日本の液体ヘリウム不足に目途
液体ヘリウム不足が叫ばれて久しい。1989年東西冷戦が解消し、アメリカがそれまで軍事用に囲っていた液体ヘリウムを世界に向けて開放した。これに呼応するかのように、日本国内ではMRIの設置ラッシュが始まった。日本エア・リキードでも、液体ヘリウム輸送用コンテナ（下記画像参照のこと｜コンテナ本体はステンレス製の複層真空断熱構造を有する）を所有し、ワンサイクル約50日間で日米間の海上・陸上輸送を行ない、これに対応した。MRIは、それまでのCTスキャンの上をいく、人体の断層画像診断装置である。超電導の技術がその真骨頂だ。患者の体が入る丸いドーム内部に仕掛けられた電導コイルを絶対零度近くまで冷やし膨大な電流を流し強い磁場を作る。磁場が発生すると、内蔵表面には水素原子が集まり、磁場が消えると元へ戻る。それをコンピューターで解析し、体の各部を輪切りにした断層画像を記憶装置に保存する。その後、アメリカではシェールガスの採掘熱が高まり、南部の海岸沿いに集中していた液体ヘリウム田は老朽化し生産量も落ちていく。それまでの液体ヘリウムの開放政策も一転して中止となった。一方、ロシアやアルジェリアが新しい液体ヘリウムの産地として注目を集めかけていたが、周知の通り、ロシアがウクライナに侵攻する事態に陥ってしまう。日本では一番の大口である医療用を優先し、大学の研究室などでは、使用済みの液体ヘリウムを回収し再利用を図るようになった。それでも問題は解決せず、つい最近、MRIでは液体ヘリウムの代替として液体窒素を使うようになってきた。液体窒素は、深冷分離装置を使えば、大気中から無尽蔵に回収することができる。絶対零度（－273℃）には遠く及ばないが、液体窒素の沸点も－196℃である（液体ヘリウムの沸点は－269℃）。これで目鼻が付くようになるかと注視されていたが、2024年4月、富士フイルムが液体へリウムをまったく使わないMRIを発売した。

### 米国が液体ヘリウムを囲った経緯
遡ってアメリカがヘリウムの囲い込みを始めた（連邦ヘリウム計画 "Federal Helium Program" ）のは1925年（大正14年）。この当時、ヘリウムの主な軍事用途は軍用飛行船の浮揚ガスである。ヘリウムは、可燃性である水素と比べて安全だ。現在においては、IT産業、特に半導体製造においてもヘリウムは欠かせない物質となっている。半導体は、現代兵器を含むあらゆる電子機器の基盤である。その製造過程においては、半導体製造装置（半導体製造には真空が不可欠）の厳格なリークテスト、シリコンウェハ上の電気回路製作時のエッチング工程における冷却、そしてシリコン原料製造時（ホコリを嫌う）の雰囲気ガスとして、ヘリウムの特性が不可欠だ。ヘリウムは不活性ガスであり、粘性が低く（例えば炭酸ガスやプロパンは粘性が高い）、分子が小さいため、精密なリークテストに非常に適している。また、液体ヘリウムから発生するガスは冷却効果があり、シリコンウェハのエッチング工程においても利用価値が大きい。このように、ヘリウムは100年近い歴史の中で、時代とともにその軍事的な重要性を変化させながらも、常に国家の安全保障に関わる重要な資源であり続けている。

## 事業所

### 支社
- 北海道支社 北海道恵庭市戸磯76-28
- 北日本支社 新潟県新潟市新光町16-4（荏原新潟ビル内）
- 北関東支社 埼玉県東松山市新郷75-1
- 東京支社 東京都港区芝浦3丁目4-1
- 中部支社 愛知県名古屋市南区丹後通5丁目1-12
- 近畿支社 兵庫県尼崎市南塚口町4丁目3-23
- 関西支社 兵庫県神戸市兵庫区浜中町2丁目18-6
- 中国支社 岡山県倉敷市水島西通1丁目1932番
- 四国支社 愛媛県新居浜市一宮町1丁目5-50（新居浜ビル内）
- 九州支社 福岡県福岡市博多区東那珂1丁目14番20号
- 南九州支店 熊本県合志市福原三ッ迫1-32

### 支店
- 東北支店 宮城県白石市福岡深谷字街道外沖16-1
- 北陸支店 富山県富山市新根塚町2丁目1-6（新根塚オフィスビル内）

## 主な関連会社

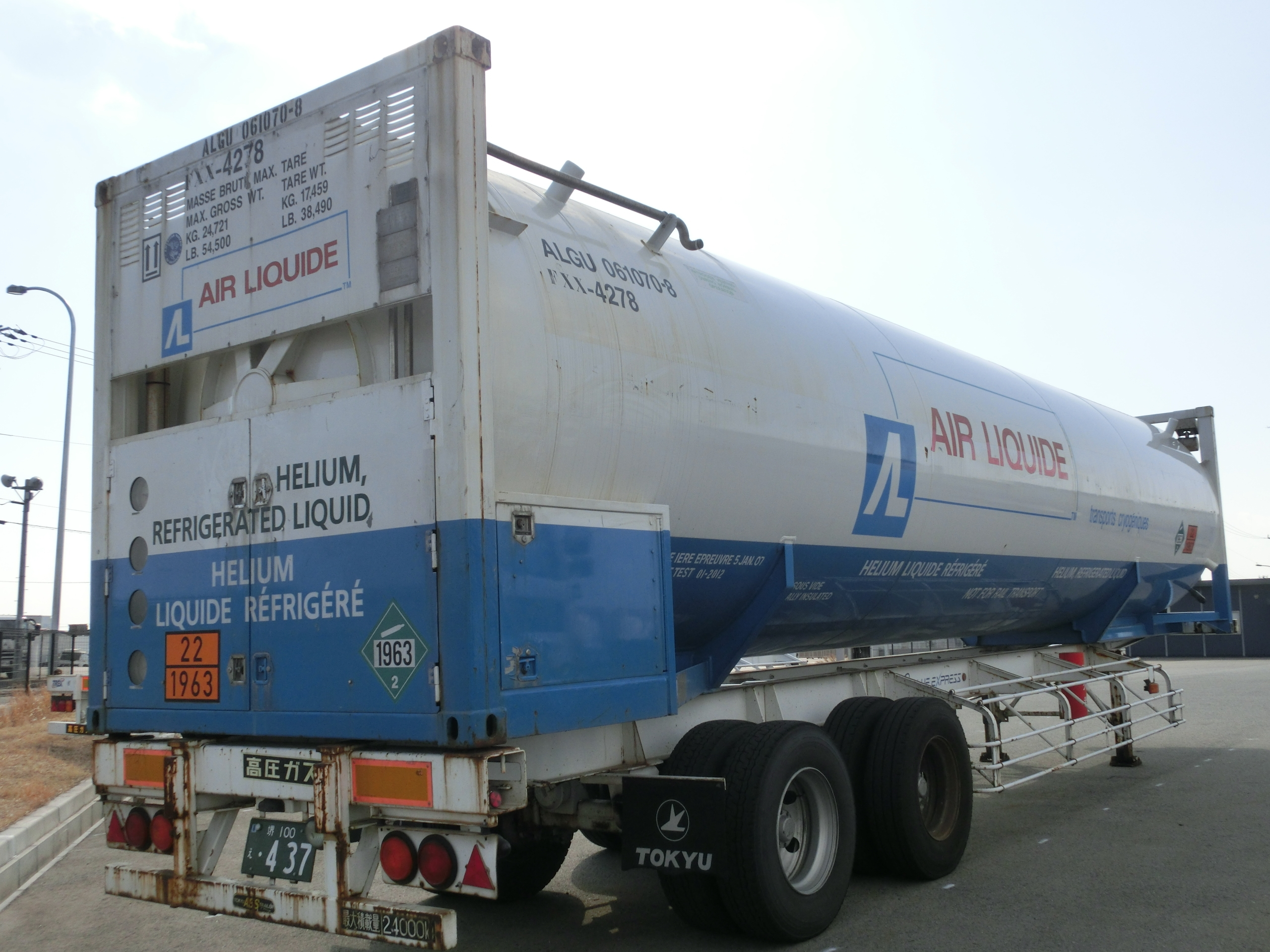
所有する液体ヘリウム輸送用コンテナ。貨物船に積載し海上輸送。

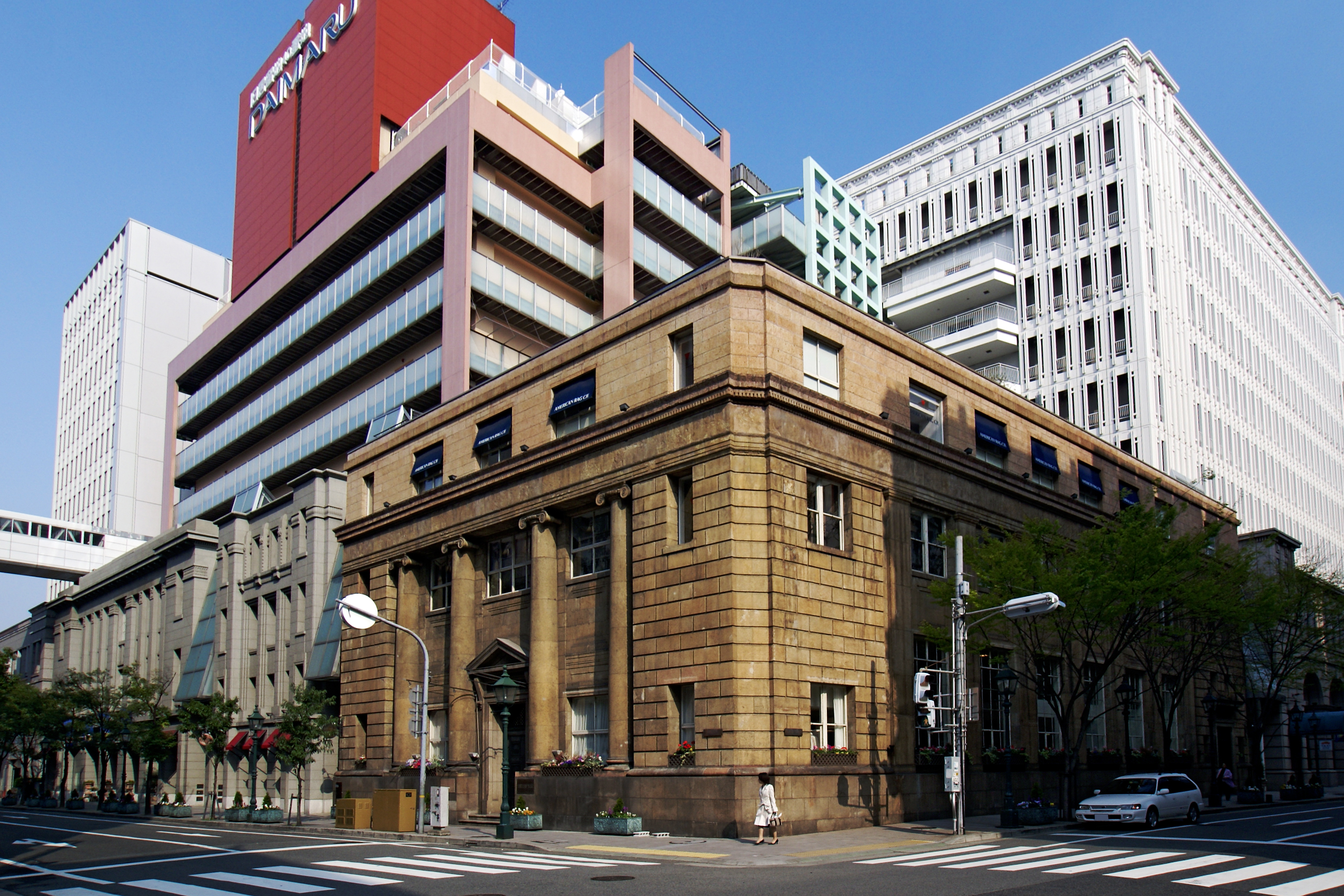
大岡昇平が帝国酸素に入社した1938年（昭13）当時の本社ビル。現在の神戸市中央区明石町38。神戸大丸のすぐ南側で東南角地に建つ。当時のビルがそのまま残っている。

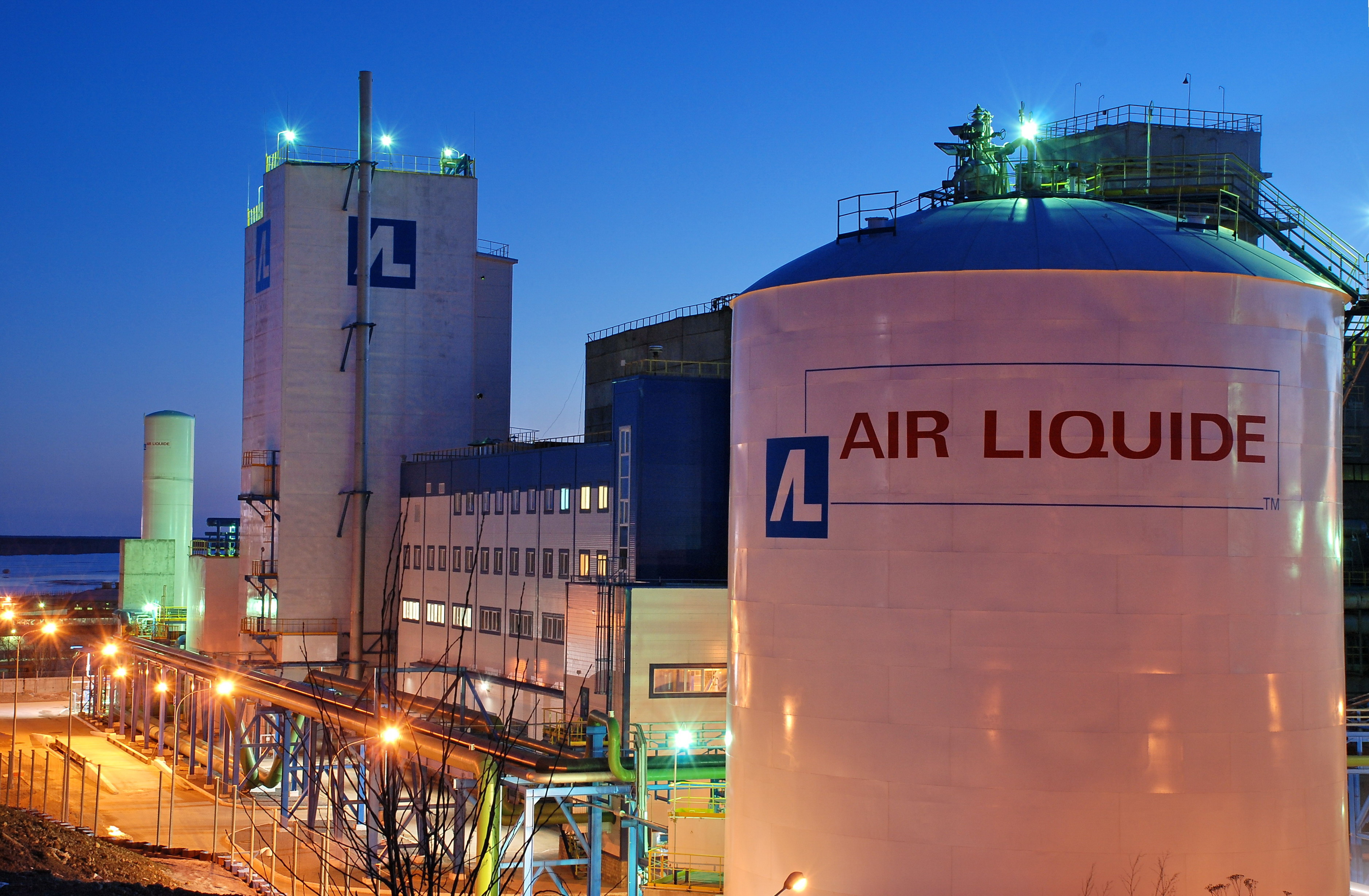
左タワーで大気中からO2、N2、Arを深冷分離してタンクに貯蔵。

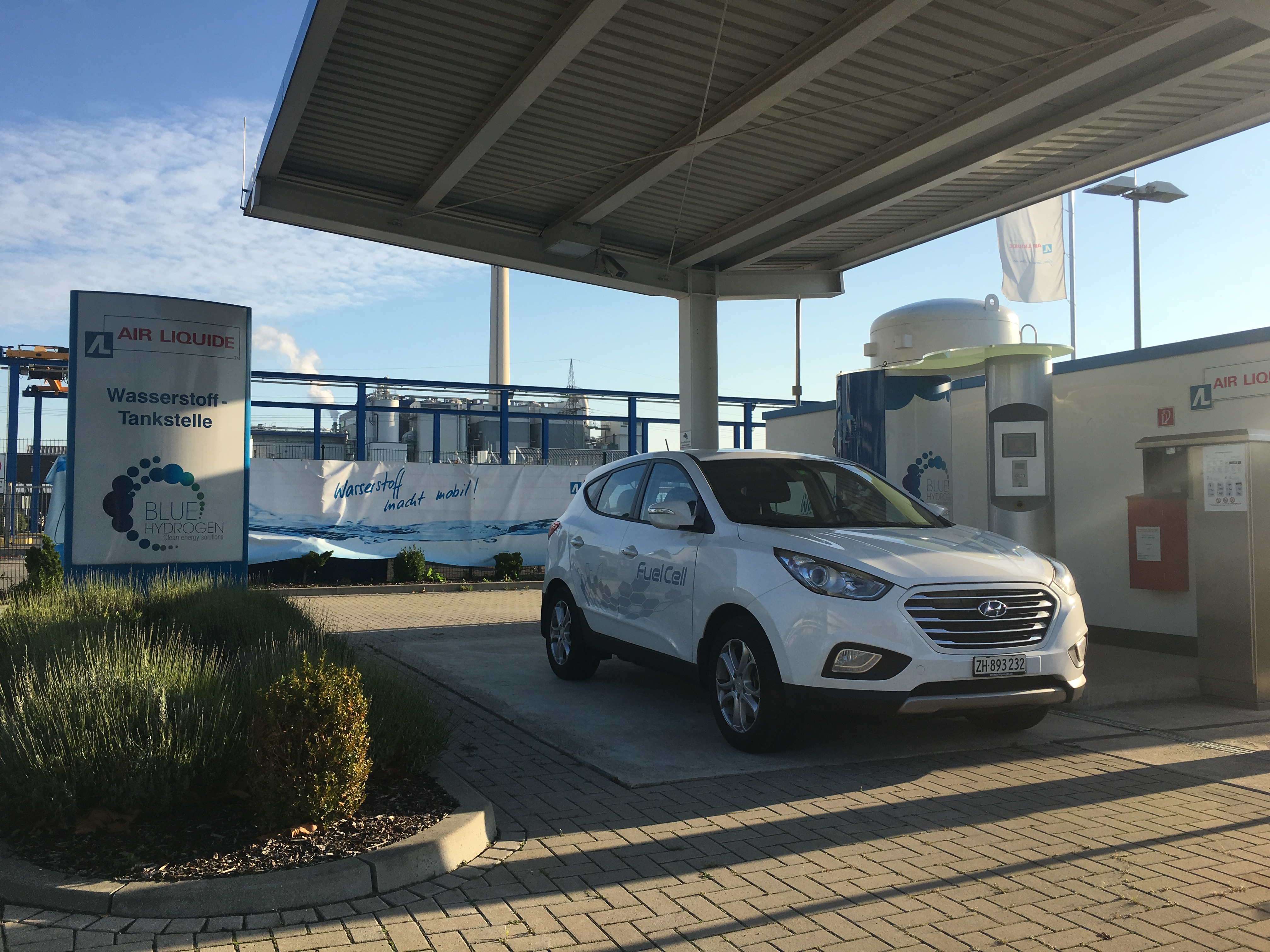
燃料電池自動車向けの商用水素ステーション開設。写真は、デュッセルドルフ（ドイツ）の場合

### プラントエンジニアリング
- エア・リキード グローバルE&Cソリューションズジャパン株式会社

### 販売
- エア･リキード工業ガス株式会社
- 高松帝酸株式会社
- 京都帝酸株式会社
- 株式会社エア･ガシズ北九州
- 京葉帝酸株式会社
- 浪速酸素株式会社
- 福豊帝酸株式会社
- ティー･ティー･テック株式会社

### 液化ガス製造
- 川崎オキシトン株式会社
- 四日市オキシトン株式会社
- 製鉄オキシトン株式会社
- 株式会社水島オキシトン
- 松山オキシトン株式会社
- 北九州オキシトン株式会社
- 熊本オキシトン株式会社
- 鹿児島オキシトン株式会社
- 東京液化酸素株式会社
- 衣浦工業ガス株式会社

### 各種ガス製造
- 内浦ガスセンター株式会社
- 株式会社エッチ･ビー･アール

### 充　填
- 株式会社ゼネラルガスセンター
- 株式会社関西ガスファースト
- 姫路ダイサン株式会社
- 横浜ガスサービスセンター株式会社
- 新潟アイ･ジー･エス株式会社
- 東海ガスユナイテッド株式会社

### サービス・その他
- バイタルエア･ジャパン株式会社
- 東芝ナノアナリシス株式会社
- エア・リキード・オペレーション株式会社
- テーエス運輸株式会社
- 豊通エア・リキードハイドロジェンエナジー株式会社